# Parafia Zaśnięcia Matki Bożej w Londynie
Parafia Zaśnięcia Matki Bożej – parafia prawosławna w Londynie, w dzielnicy Holborn. Podlega Wikariatowi Wielkiej Brytanii i Irlandii Zachodnioeuropejskiego Egzarchatu Parafii Rosyjskich. Nabożeństwa w parafii odbywają się w każdą pierwszą, trzecią i piątą niedzielę miesiąca w anglikańskim kościele św. Andrzeja. 